# Puig Crespinell
El Puig Crespinell és una muntanya de 409 metres que es troba entre els municipis d'Avinyonet del Penedès i d'Olesa de Bonesvalls, a la comarca de l'Alt Penedès.